# Tirrena-Adriàtica
La Tirrena-Adriàtica o Tirreno-Adriàtica és una cursa ciclista per etapes que es disputa a Itàlia anualment durant el mes de març. La primera edició es disputà el 1966 com a preparació per a la Milà-Sanremo i té com escenari un recorregut que va des de les costes de la mar Tirrena fins a les de l'Adriàtica. Entre el 2005 i el 2007 formà part de l'UCI ProTour, per passar a formar part de l'UCI Europa Tour el 2008. Des del 2009 forma part de l'UCI World Tour.
El ciclista que més vegades ha guanyat la cursa, amb 6 victòries, és el belga Roger de Vlaeminck.

## Llista de guanyadors
| Any  | Vencedor                 | Segon                  | Tercer                          |
| ---- | ------------------------ | ---------------------- | ------------------------------- |
| 1966 | Dino Zandegù             | Vito Taccone           | Rolf Maurer                     |
| 1967 | Franco Bitossi           | Carmine Preziosi       | Vito Taccone                    |
| 1968 | Claudio Michelotto       | Italo Zilioli          | Rudi Altig                      |
| 1969 | Carlo Chiappano          | Albert Van Vlierberghe | Giuseppe Fezzardi               |
| 1970 | Antoon Houbrechts        | Italo Zilioli          | Felice Gimondi                  |
| 1971 | Italo Zilioli            | Georges Pintens        | Marcello Bergamo                |
| 1972 | Roger De Vlaeminck       | Josef Fuchs            | Tomas Pettersson                |
| 1973 | Roger De Vlaeminck       | Frans Verbeeck         | Gösta Pettersson                |
| 1974 | Roger De Vlaeminck       | Knut Knudsen           | Simone Fraccaro                 |
| 1975 | Roger De Vlaeminck       | Knut Knudsen           | Wladimiro Panizza               |
| 1976 | Roger De Vlaeminck       | Eddy Merckx            | Gianbattista Baronchelli        |
| 1977 | Roger De Vlaeminck       | Francesco Moser        | Giuseppe Saronni                |
| 1978 | Giuseppe Saronni         | Knut Knudsen           | Francesco Moser                 |
| 1979 | Knut Knudsen             | Giuseppe Saronni       | Giovanni Battaglin              |
| 1980 | Francesco Moser          | Alfons De Wolf         | Dante Morandi                   |
| 1981 | Francesco Moser          | Raniero Gradi          | Marino Amadori                  |
| 1982 | Giuseppe Saronni         | Gerrie Knetemann       | Greg LeMond                     |
| 1983 | Roberto Visentini        | Gerrie Knetemann       | Francesco Moser                 |
| 1984 | Tommy Prim               | Erich Maechler         | Roberto Visentini               |
| 1985 | Joop Zoetemelk           | Acácio da Silva Mora   | Stefan Mutter                   |
| 1986 | Luciano Rabottini        | Francesco Moser        | Giuseppe Petito                 |
| 1987 | Rolf Sørensen            | Giuseppe Calcaterra    | Tony Rominger                   |
| 1988 | Erich Maechler           | Tony Rominger          | Rolf Sørensen                   |
| 1989 | Tony Rominger            | Rolf Gölz              | Charly Mottet                   |
| 1990 | Tony Rominger            | Zenon Jaskuła          | Gilles Delion                   |
| 1991 | Herminio Díaz Zabala     | Federico Ghiotto       | Raúl Alcalá Gallegos            |
| 1992 | Rolf Sørensen            | Raúl Alcalá Gallegos   | Fabian Jeker                    |
| 1993 | Maurizio Fondriest       | Andrei Txmil           | Stefano Della Santa             |
| 1994 | Giorgio Furlan           | Ievgueni Berzin        | Stefano Colagè                  |
| 1995 | Stefano Colagè           | Maurizio Fondriest     | Dmitri Konyschew                |
| 1996 | Francesco Casagrande     | Oleksandr Gontxenkov   | Gianluca Pianegonda             |
| 1997 | Roberto Petito           | Gianluca Pianegonda    | Beat Zberg                      |
| 1998 | Rolf Järmann             | Franco Ballerini       | Jens Heppner                    |
| 1999 | Michele Bartoli          | Davide Rebellin        | Stefano Garzelli                |
| 2000 | Abraham Olano Manzano    | Jan Hruška             | Juan Carlos Domínguez Domínguez |
| 2001 | Davide Rebellin          | Gabriele Colombo       | Michael Boogerd                 |
| 2002 | Erik Dekker              | Danilo Di Luca         | Óscar Freire Gómez              |
| 2003 | Filippo Pozzato          | Danilo Di Luca         | Ruggero Marzoli                 |
| 2004 | Paolo Bettini            | Óscar Freire Gómez     | Erik Zabel                      |
| 2005 | Óscar Freire Gómez       | Alessandro Petacchi    | Danilo Hondo                    |
| 2006 | Thomas Dekker            | Jörg Jaksche           | Alessandro Ballan               |
| 2007 | Andreas Klöden           | Kim Kirchen            | Alekszandr Vinokurov            |
| 2008 | Fabian Cancellara        | Enrico Gasparotto      | Thomas Löfkvist                 |
| 2009 | Michele Scarponi         | Stefano Garzelli       | Andreas Klöden                  |
| 2010 | Stefano Garzelli         | Michele Scarponi       | Cadel Evans                     |
| 2011 | Cadel Evans              | Robert Gesink          | Michele Scarponi                |
| 2012 | Vincenzo Nibali          | Christopher Horner     | Roman Kreuziger                 |
| 2013 | Vincenzo Nibali          | Christopher Froome     | Alberto Contador Velasco        |
| 2014 | Alberto Contador Velasco | Nairo Quintana Rojas   | Roman Kreuziger                 |
| 2015 | Nairo Quintana Rojas     | Bauke Mollema          | Rigoberto Urán                  |
| 2016 | Greg Van Avermaet        | Peter Sagan            | Bob Jungels                     |
| 2017 | Nairo Quintana Rojas     | Rohan Dennis           | Thibaut Pinot                   |
| 2018 | Michał Kwiatkowski       | Damiano Caruso         | Geraint Thomas                  |
| 2019 | Primož Roglič            | Adam Yates             | Jakob Fuglsang                  |
| 2020 | Simon Yates              | Geraint Thomas         | Rafał Majka                     |
| 2021 | Tadej Pogačar            | Wout van Aert          | Mikel Landa Meana               |
| 2022 | Tadej Pogačar            | Jonas Vingegaard       | Mikel Landa Meana               |
| 2023 | Primož Roglič            | João Almeida           | Tao Geoghegan Hart              |
| 2024 | Jonas Vingegaard         | Juan Ayuso Pesquera    | Jai Hindley                     |
| 2025 | Juan Ayuso Pesquera      | Filippo Ganna          | Antonio Tiberi                  |